# Dzhajonguir Madzhidov
Dzhajonguir Madzhidov (16 de mayo de 2000) es un deportista tayiko que compite en judo. Ganó dos medallas de bronce en el Campeonato Asiático de Judo, en los años 2024 y 2025.

## Palmarés internacional
| Campeonato Asiático | Campeonato Asiático | Campeonato Asiático | Campeonato Asiático |
| Año                 | Lugar               | Medalla             | Categoría           |
| ------------------- | ------------------- | ------------------- | ------------------- |
| 2024                | Hong Kong (China)   | Medalla de bronce   | –100 kg             |
| 2025                | Bangkok (Tailandia) | Medalla de bronce   | –100 kg             |